# Lake Scugog
Der Lake Scugog ist ein künstlicher See auf der Grenze zwischen der City of Kawartha Lakes und dem Township of Scugog in der kanadischen Provinz Ontario. 

## Lage
Der See liegt zwischen den beiden Städten Port Perry und Lindsay. In Port Perry endet ein Seitenarm des Trent-Severn-Wasserweges.
Der Wasserspiegel des Sees wurde in der Vergangenheit mehrmals erhöht und wieder abgesenkt. Der Lake Scugog hat eine Gesamtfläche von 63,74 km² und eine maximale Tiefe von 7 m.

## Etymologie
Der Name „Scugog“ ist möglicherweise ein Ojibwe-Wort für „mooriges Wasser“. Gemäß den Place Names of Ontario von Alan Rayburn soll „Scugog“ jedoch ein Wort der Mississaugas sein und soviel bedeuten wie „Wellen, die ins Kanu schwappen“.

## Geographie
Lake Scugog hat eine Fläche von 68 km² und eine durchschnittliche Tiefe von 1,4 m. Nennenswerte Zuflüsse sind: Blackstock Creek, Cawkers Creek und Nonquon River. 
Sein einziger Abfluss bildet der Scugog River, der zum Sturgeon Lake, einem der Kawartha Lakes, nach Norden fließt.  
Gemeinden am See sind: Seagrave, Port Hoover, View Lake und Ceasarea.
Scugog Island, dessen Inselstatus umstritten ist, da sein südwestlicher Teil einen saisonal überflutetes Sumpfgebiet darstellt, liegt zentral im See.   
Mehrere insgesamt 2,57 km² große Reservate (u. a. Mississaugas of Scugog Island First Nation) der First Nations, hier hauptsächlich der Mississaugas, mit 131 Einwohnern befindet sich auf Scugog Island. 

## Hydrologie
Im See lagert sich jährlich etwa 1 mm Mergel ab. Während Trockenperioden im Sommer verliert der See viel Wasser über Verdunstung. Der Wasserstand fällt dann so stark, dass der Abfluss über den Scugog River zum Erliegen kommt.

## Geschichte
Der See hat eine Geschichte mit wechselnden Wasserständen. Ursprünglich existierten zwei Seen, welche über einen breiten Kanal miteinander verbunden waren. Der Kanal führte durch ein sumpfiges Gelände.
1834 wurde bei Lindsay am Scugog River ein Damm errichtet, um eine Getreidemühle mit Wasserkraft anzutreiben. Der Wasserspiegel stieg um über 3 Meter und überflutete die ursprünglichen Seen. Der heutige Damm befindet sich weiter oberstrom.
Während dieser Periode in den 1830er Jahren als hohe Wasserstände herrschten, bildeten sich die Inseln Washburn, Nonquon (heute Seven Mile), Ball, Platten und die große zentral gelegene Scugog. Heute bilden diese mit Ausnahme von Scugog Island Teile des Festlands. Aufgrund künstlicher Kanäle ist heute Scugog Island noch als Insel zu betrachten.  
Das stehende Wasser war damals Ursache für Seuchen auf den nahegelegenen Farmen. Die lokale Bevölkerung akzeptierte den Stausee nicht und rissen schließlich im Sommer 1838 den Staudamm nieder. 
Der Wasserspiegel des Stausees wurde daraufhin im Jahre 1843 um einen Meter gesenkt. Dies entsprach dem maximalen natürlichen Wasserstand während des Frühjahrshochwassers.
Der Board of Works of the Province of Canada übernahm den Bau eines neuen Damms und einer Schleuse, welche 1844 fertiggestellt wurden. Dieser besaß auch eine Holzriese für Baumstämme.

## Naturgeschichte
Das die ursprünglichen Seen umgebende Sumpfgebiet war früher reich an Wasserreis und Moosbeeren, welche von den Ureinwohnern geerntet wurde. Die Überflutung dieser Gebiete führte zu deren Verschwinden. 
Der See ist fischreich. Es gibt eine Eisfischsaison vom 1. Januar bis zum 1. März.

Im Lake Scugog werden folgende Fischarten gefangen: Glasaugenbarsch, Forellenbarsch, Schwarzbarsch, Muskellunge, Amerikanischer Flussbarsch, Crappie und Sonnenbarsche.